# Avel·lí Trinxet i Pujol
Avel·lí Trinxet i Pujol (Barcelona, 1901 - 11 de juny de 1961) fou un important empresari català. Net d'Avel·lí Trinxet i Casas, conegut industrial tèxtil i mecenes d'artistes, incloent al seu nebot Joaquim Mir i Trinxet, pintor que es relaciona amb l'ambient artístic de Els Quatre Gats i que va acompanyar Santiago Rusiñol en els seus viatges per Espanya. Joaquim va realitzar les pintures murals de la Casa Trinxet, l'arquitecte de la qual va ser Josep Puig i Cadafalch.

## Biografia
Era fill de Francesc Trinxet Mas (Barcelona, 27 de setembre de 1875 - Barcelona, 09 de abril de 1941) i d'Emília Pujol Artés (Barcelona, 1878 - Barcelona, 3 de juliol de 1964) i net d'Avel·lí Trinxet Casas (Vilanova i la Geltrú 22 de setembre de 1845 - Barcelona 30 d'abril de 1917). Després de la mort del seu pare, es fa càrrec dels negocis familiars.
En 1930, en plena expansió industrial de la família Trinxet, entren a formar part del gran grup tèxtil Unión Industrial Algodonera S.A., al costat dels seus germans i a la família Bosch Catarineu i Salvador Villarrasa Vall, les accions de la qual desaparegueren a causa de la guerra civil i han de ser recuperades el 1939. Posteriorment, després de nombroses desavinences, abandona Unión Industrial Algodonera S.A.
A la mort del seu oncle Antoni Trinxet i Mas el 26 de gener de 1945, passà a controlar Trinxet Industrial S.A., Trinxet y Compañía R.C., Industrias Mecánicas Condor S.A., Aymerich y Amat S.A. i Manufacturas Marfull S.A. Les seves empreses eren fabricants llicenciats de Forcyclor i tenia nombroses finques a Aragó, inclosa la finca Mingolera a Mequinensa, Així mateix va sol·licitar diverses patents al Regne Unit i Canadà, esforç que va seguir desenvolupant Trinxet S.A. respecte als models d'utilitat. Es va casar amb Matilde Torras Riviére, vinculada al Grup Torras Domenech.